# Mildred Harnack
Mildred Elizabeth Fish Harnack, född Mildred Elizabeth Fish i Milwaukee, Wisconsin i USA den 16 september 1902, död den 16 februari 1943, var en amerikansk-tysk litteraturhistoriker, översättare, socialist och motståndskämpe i Nazityskland. 
Tillsammans med sin man Arvid Harnack var Fish-Harnack aktiv i en motståndsgrupp som hjälpte judar och andra utsatta, dokumenterade nazistiska våldshandlingar, särskilt i ockuperade områden i öst, och spred flygblad. Genom Fish-Harnacks vänskap med Martha Dodd, dotter till den amerikanska ambassadören William Dodd, kunde gruppen skaffa fram visum till USA, och dela information om nazitysklands ekonomi, handelsavtal, återupprustning och krigsplaner. 1940-41 samarbetade de med sovjetiska agenter, skickade information om operation Barbarossa, och försökte motverka den kommande tyska attacken mot Sovjetunionen.
Gruppen döptes till Röda kapellet av tyska myndigheter, för att betona dess kopplingar till Sovjetunionen. 
Fish-Harnack arresterades av Gestapo tillsammans med sin man den 7 september 1942. Hon dömdes till sex års fängelse, men Hitler vägrade godkänna domen och beordrade att rättegången skulle göras om. I den andra rättegången dömdes Fish-Harnack till döden, och avrättades genom halshuggning den 16 februari 1943.
Sedan 1986 är den 16 september MIldred Harnack Day, en minnesdag i Wisconsin.